# Antiochus III av Kommagene
Antiochus III av Kommagene, död 17 e. Kr., var regerande kung av Kommagene mellan 12 f.Kr. - 17 e. Kr.